# NGC 2091
NGC 2091 (другое обозначение — ESO 57-SC21) — рассеянное скопление в созвездии Золотой Рыбы, расположенное в Большом Магеллановом Облаке. Открыто Джоном Гершелем между 1834 и 1836 годами. Возраст скопления составляет 10—30 миллионов лет.
Скопление находится рядом с восточным рукавом туманности NGC 2081, и содержит объект HDE 269936 (Sk-69°253), видимый как "звезда" 11 величины, но на самом деле являющийся суперкомпактным звездным кластером, в котором различают около 14 звезд. Ранее объект считался одной из самых массивных видимых звезд во вселенной, массой более 120M☉ (солнечных масс). После того, как в этом (и подобных) объектах различили отдельные звезды, появились сомнения, что звезды массой более ста масс солнца вообще существуют, что является важным ограничением для построения моделей звездообразования.
Этот объект входит в число перечисленных в оригинальной редакции «Нового общего каталога».